# Alda Risma
Alda Risma Elfariani (n. 23 noiembrie 1982, Kota Bogor, Provincia Java de Vest, Indonezia – d. 12 decembrie 2006, Jakarta, Indonezia), cu numele de scenă de Alda Risma, a fost o cântăreață și actriță indoneziană.

## Biografie
Alda s-a născut cu numele Alda Risma Elfariani pe 23 noiembrie 1982 în orașul Bogor, Java de Vest, Indonezia. Este al treilea copil din 8 copii din cuplul Halimah și Amir Farid Rizal.

## Carieră
Alda și-a început cariera ca model de reviste pentru adolescenți în 1996.
Popularitatea Aldei a crescut datorită colaborării cu trupa britanică de băieți Code Red prin piesa „We Can Make It” de pe albumul Scarlet la vârsta de 14 ani.
În 1998, imediat după liceu, Alda și-a început cariera solo și a devenit populară când și-a lansat single-ul de debut intitulat „I’m not Ordinary” la vârsta de 15 ani. Hitul single a primit un răspuns pozitiv în Indonezia și Malaysia, ducând la premiul pentru muzică indoneziană din 1998 pentru cel mai bun artist solo pop feminin pentru single.
În 2001, după ce Alda și-a lansat albumul de debut în adolescență și a jucat în telenovela Kesucian Prasasti, ea și-a lansat cel de-al doilea album solo, precum și primul album pentru adulți, Kupick Yang Mana, dar a eșuat pe piață pentru că nu primise un premiu.

## Viața personală
Alda a fost odată logodită cu producătorul Blackboard, Iwan Sastrawijaya, dar un mic scandal a pus capăt relației acestora. După aceea, numele ei nu a mai apărut în mass-media, până când a avut un accident de circulație, pe 19 iunie 2006.

## Decesul
Pe 12 decembrie 2006, a fost găsit moartă în camera 432 la hotelul Grand Menteng din Jakarta. Întregul său corp era acoperit cu urme de injecție. Nu este prima dată când Alda face o supradoză, dar și ea a experimentat același lucru în octombrie 2005. Se suspectează că a murit din cauza unei supradoze și din cauza unei intoxicații psihotrope.
În corpul său au fost găsite aproximativ 20 până la 25 de semne de injecție, care conțineau benzodiazepine, propofol, petidină, morfină și pastile analgezice.
Potrivit unei analize suplimentare, moartea ei este considerată o crimă comisă de Ferry Surya Prakasa (care este cumnatul lui Ferry Salim) cu Indra și Zen Wirman. Ferry a fost condamnat la 14 ani de închisoare.

## Discografie
- Aku tak Biasa (1998)
- Kupilih yang Mana	(2001)
- Tangisan yang Terakhir (2005)
- The Best of Alda (2006)
- Terakhir Untukmu (2007)

## Filmografie

### Film
| An        | Titlu                | Rol   | Note |
| --------- | -------------------- | ----- | ---- |
| 1999—2000 | Kesucian Prasasti    | Ajeng |      |
| 2001      | Romantika            | N/A   |      |
| 2001—2002 | Kumasih Milikmu      | N/A   |      |
| 2002—2003 | Kesetiaan yang Retak | N/A   |      |